# 马里奥赛车DS
《马力欧卡丁车DS》是由任天堂情報開發本部開發的一款任天堂DS平台賽車遊戲。本作是瑪利歐賽車系列的第五作，也是第一款可以通过任天堂官方架设的免费网络平台任天堂Wi-Fi连接进行网络联机对战的游戏。《瑪利歐賽車DS》于2005年11月14日在北美發售，2005年11月25日在欧洲发售，2005年12月8日在日本发售，2007年4月5日在南韩发售。如同系列其他作品，游戏采用马里奥系列的角色，在马里奥系列主题赛道上驾驶卡丁车竞速。
《马力欧卡丁车DS》获得好评，在Metacritic上的汇总得分为91%。称赞围绕游戏的图形和游戏性，批评之处主要为单调的单人模式。游戏获得GameSpot、IGN和《G-Phoria》颁发的数项奖项。游戏在2013年时第三畅销的任天堂DS游戏，到2014年6月时全球销量2356万。

## 玩法

上屏幕：马力欧正在8型赛道上比赛，在他前面的是道具箱；左下角是当前排名，右上是当前圈数。
下屏幕：左侧显示所有赛手的当前排名，右上角是圈速，主画面是赛道的俯视图。

《马力欧卡丁车DS》是一款竞速游戏，玩家从12名角色中选择其一，驾驶卡丁车和其他赛手对战，每名角色有三辆卡丁车。在竞速或对战模式，任天堂DS的上屏幕以第三人称视角显示玩家赛车， 下触屏显示赛道当前排位、各赛手所持道具以及赛道地图。下屏幕有两种模式可以切换，一种可以总览赛道全框，另一种会俯瞰玩家赛车周围的情况，包括 临近赛手、赛道障碍、道具盒和来临的攻击。每条赛道都有设定有诸多道具盒，角色驾驶穿过就可以随机获得道具，使用道具有助于玩家领先对手。一类道具会攻击或阻滞其他赛手，另一类道具则会为玩家赛车加速。

### 游戏模式
游戏有五种单人模式：大奖赛、时间挑战、对战、决斗和任务。大奖赛和对战模式需要玩家从50 cc、100 cc、150 cc和150 cc镜像中选择引擎等级。等级表示难度水平——引擎等级越高，卡丁车行驶越快。另外150 cc镜像模式是150 cc赛道的水平翻转，需要解锁。在大奖赛模式中，玩家和7名电脑控制赛手跑完一系列预定赛道。之前马里奥赛车游戏只有四种杯赛，本作增加到八种杯赛：蘑菇、花、星星、特别、贝壳、香蕉、叶子和闪电，后四种杯赛完全使用系列前作的赛道。每个杯赛有4赛道，合起来赛道数为32。当杯赛完成就会显示等级，等级从E到A再到1、2、3星。如果《双重冲击》，玩家不同名次会得到不同积分。在时间练习测试，玩家需要用1到3个蘑菇尽可能快完成赛道。最快的时间会保存影子，玩家之后游戏时会出现影子副本作为对照。在对战模式，玩家和所选的电脑对手对战。这模式可以是个人赛或团队赛，团队赛会分为红队和蓝队。决斗模式有气球大战和收集闪耀两个模式，都支持玩家个人或团队对战。在气球大战中，玩家必须攻击对手爆掉其气球，或加速向其他赛车夺取气球。每名赛手开始有一个气球。这些可以重新充气至多4次。多人模式中，人类玩家失去全部气球时就会退出游戏变成幽灵。幽灵玩家只能放置道具盒。如果是单人模式，则人类角色气球全部被爆时比赛结束，并以这时的状况作为游戏结果。在第二个模式收集闪耀中，玩家必须收集闪耀精灵（来自《超级马里奥阳光》）。玩家可以攻击其他赛手夺走其闪耀精灵，同时闪耀精灵最少者会在游戏结束时淘汰。在单人模式中，如果人类角色被淘汰，则游戏结束且结果随机生成。
任务模式要求玩家完成任务，任务从收集硬币到攻击敌人不尽相同。在任务中玩家控制指定角色。任务有7个等级，每个下面有8个任务。在完成任务后玩家会得到分级，范围从E到A再到1、2、3星。在8个任务完成后就会完成此等级，在完成头目任务后才能进入下一级。前六个任务完成且所有任务至少1星时，第7等级才会解锁。

游戏还支持多人模式，8名玩家赛手可使用DS下载游玩功能或多卡无线局域网连接。在2014年5月20日前，《马力欧卡丁车DS》还通过任天堂Wi-Fi连接，支持至多四人同时在线游戏。在线游戏时，参与者只能互相竞速，在线连接不支持决斗模式。

### 不同主機的分別
在Mario Kart DS中，原始Nintendo DS的主機與後續型號之間的區別。如果遊戲是在原始DS上進行的，Mario會說：“ Yahoo！” 在Nintendo出現屏幕上，但是如果在DS Lite，DSi，3DS或Wii U主機上，他會說：“Here we go！”

## 开发
任天堂在2005年5月11日首度公开任天堂DS马里奥赛车作品发售计划，同时公布了一些游戏性视频镜头。公司在2005年游戏开发者大会首次公开提供游戏试玩，并展示了游戏无线功能。《马里奥赛车DS》由2005年《任天堂》制作人绀野秀树制作。游戏以恒60帧每秒显示全3D角色和环境。
《马力欧卡丁车DS》是首部支持在线游戏的马里奥赛车的作品。绀野称虽然《马里奥赛车DS》和光环系列都支持在线游戏，但使用光环在线功能多为硬核玩家。对于《马力欧卡丁车》，绀野“希望所有人都上线，而这正是实现这一点的正确技术和时间”。每部马里奥赛车都承袭传统且引入新机制，《马力欧卡丁车DS》是首部以一卡带支持8玩家同时游戏的作品。游戏还引入无需多人参与的单人对战模式。作为任天堂DS上的首部马里奥赛车，开发者尝试多种利用设备下触屏的方式。他们考虑过让玩家将道具投掷到赛道任意地方，而非只能扔在卡丁车后。然而他们发现这回让玩家太过分心，在赛车时难以控制放置地点。
在《马力欧卡丁车DS》中，卡丁车可以在其他卡丁车后面漂移获得瞬间加速，这一特性也在之前1996年的《马力欧卡丁车64》中出现。《马力欧卡丁车DS》更加重此功能，并再度于赛车漂移时使用视觉提示。绀野在采访中表示，游戏收录了前作的赛道，玩过超级任天堂初代《超级马力欧卡丁车》的玩家会更为熟悉《DS》。
游戏原声由《双重冲击》作曲者田中忍谱写，配音员有户高一生和查尔斯·马蒂内等。
《马里奥赛车DS》由任天堂在任天堂DS平台发行，北美版于2005年11月14日、澳洲版于2005年11月17日、欧洲版于2005年11月25日、日本于2005年12月8日面世。任天堂随后宣布在2005年11月28日发售红色任天堂DS同捆《马里奥赛车DS》，并附带“方格旗腕带和赛车风格贴花来定制红色掌机”。

## 评价
游戏获得媒体称赞，在Metacritic上汇总得分为91%，日本杂志《Fami通》为游戏打出36/40。评论集中称赞游戏的图形和游戏性，并批评重复的单人模式。《马里奥赛车DS》获得GameSpot和IGN的编辑推荐奖。游戏获得GameSpot的最佳多人游戏、最佳驾驶游戏和最佳DS游戏提名，并摘取最后一项奖项。游戏获得《G-Phoria》的最佳掌机游戏奖。IGN授予游戏2005年度最佳竞速/驾驶游戏奖。
几家评论称赞游戏没有辜负前作创下的标准。GameSpy认为，虽然游戏在线部分恼人，但单人模式和本地无线模式远补偿了此项。任天堂世界报道称“以往马里奥赛车游戏的最佳功能又回来了”，并和《马里奥赛车DS》的新功能配合，铸成了“有史以来印象最深刻的任天堂DS游戏，也是马里奥赛车系列的最佳游戏”。持同样观点的《X-Play》表示，游戏突破一切期待，成为“全版本——掌机还是其它——卡丁车竞速游戏里最棒的”。GameZone确信《马里奥赛车DS》用创造性的赛道和“出色的”多人模式和比其他同类型道具类竞速游戏更高的重复可玩性的价值“没有令这个系列失望”。CBS新闻的亚历杭德罗·K·布朗称赞游戏以独特方法使用了任天堂DS特性，如麦克风和无线连接。在GamesRadar的一篇文章中，《马里奥赛车DS》击败《口袋妖怪 黑·白》（第二名）和《侠盗猎车手：血战唐人街》（第三名），成为史上最佳任天堂DS游戏。
IGN称赞《马里奥赛车DS》的游戏性和设计深度，并称难以想象任天堂如何做出胜过本作的马里奥赛车游戏。GameSpot称游戏是马里奥赛车系列的“显著进步”，部分原因是系列首次采用联机游戏。Game Revolution称游戏用单人和多人模式“完成职责”。1UP.com称游戏“出奇抓人的包装”是“和史上所有主机作品比肩的携带式竞速游戏”。电子游戏杂志《GamePro》对游戏多样的赛手、赛道和模式以及多人选项表示称赞，称本作是任天堂爱好者的“必玩游戏”及任天堂DS机主的必备游戏。《电脑与电子游戏》称《马里奥赛车DS》虽有少量图形有瑕疵，却是“最齐全”的马里奥赛车游戏。Eurogamer对游戏多人模式表示满意，称游戏“真正实现于他人同乐”。中国大陆杂志《游戏机实用技术》观点相同，但称游戏机十字键较浅阻碍了部分技巧的使用。英国出版物《GamesTM》批评游戏“除马里奥赛车概念文饰外无他”，电子游戏网站Nintendophiles对“单调的”多人模式和“简单的电脑玩家”表示失望。

游戏是首款任天堂DS游戏机任天堂Wi-Fi连接功能的作品。美国有11.2万玩家在首周购买游戏，其中5.2万使用任天堂Wi-Fi连接和他人联网对战。《马里奥赛车DS》发售首月成为美国月度最畅销掌机游戏。游戏成为2008年第10畅销游戏暨最畅销任天堂DS游戏。游戏在日本首周售出22.4万。《马里奥赛车DS》到2008年7月时售出311.2万，2009年1月时售出322.5万，成为主机发售当时第6畅销游戏。游戏在2013年时是第三畅销任天堂DS游戏；2014年6月时全球销量2356万。